# Entmilitarisierte Zone

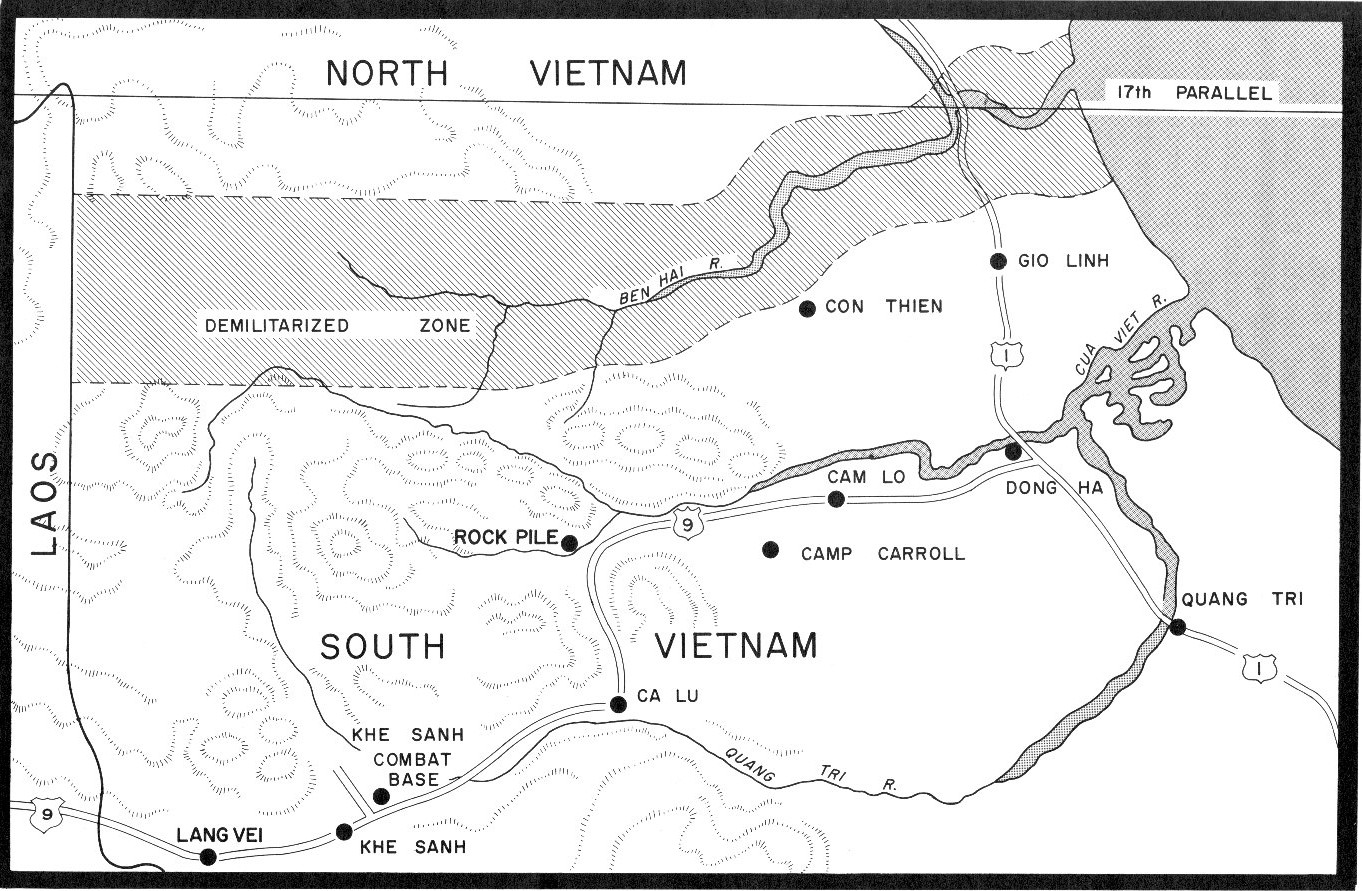
Karte der demilitarisierten Zone zwischen Nord- und Südvietnam

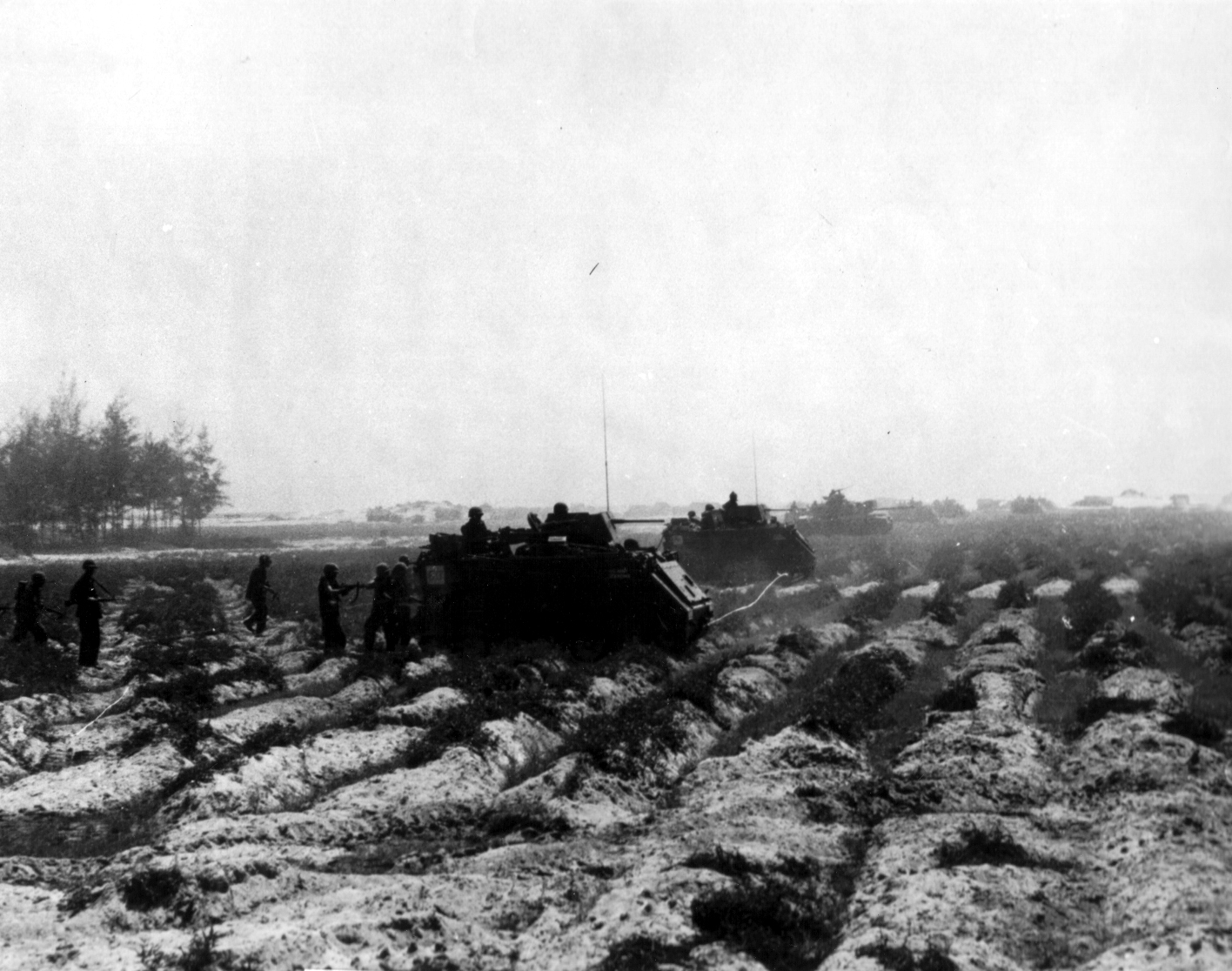
Vietnamesische DMZ, 1968

Eine entmilitarisierte Zone (kurz EMZ) oder demilitarisierte Zone (kurz DMZ) ist ein Gebiet, in dem kein Militär stationiert oder bewegt werden darf und das damit ausschließlich der zivilen Nutzung offensteht. Üblicherweise liegt ein solches Gebiet im Grenzland zwischen zwei oder mehreren rivalisierenden Gruppen oder Staaten. Nicht selten werden solche Zonen vertraglich – etwa in einem Waffenstillstandsvertrag – festgelegt. Diese Verträge schränken den betroffenen Staat – auf dessen Staatsgebiet sich die entmilitarisierte Zone befindet – in der Nutzung dieses Gebiets ein. Er behält jedoch die vollständige Souveränität über den Gebietsteil. Oft liegen solche Zonen auch auf Kontrolllinien und bilden de facto zwischenstaatliche Grenzen. Åland als Teil von Finnland ist seit 1921 entmilitarisiert. Costa Rica hat das Militär 1948 zugunsten der Förderung von Bildungs- und Gesundheitsprogrammen abgeschafft.
Ohne dass dies beabsichtigt wäre, sind einige entmilitarisierte Zonen zu Rückzugsgebieten für die Natur und wilde Tiere geworden, weil dort der Bau von Häusern zu gefährlich wäre oder verboten ist.
Das Einrichten einer entmilitarisierten Zone durch Abbau der Armee und Waffenbestände wird als Demilitarisierung bezeichnet.

## Beispiele entmilitarisierter Zonen

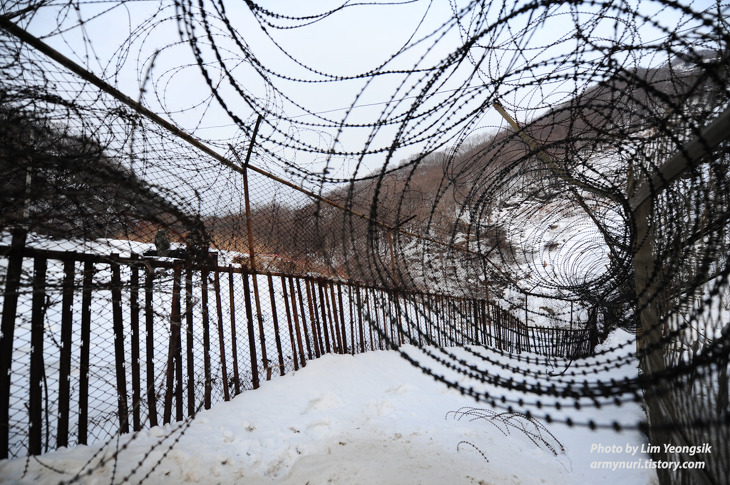
Demilitarisierte Zone (Korea) zwischen Nord- und Südkorea

Entmilitarisierte Zonen existieren beispielsweise an der Grenze zwischen Nord- und Südkorea, auf Zypern (Zypernkonflikt, UN-Pufferzone (Zypern)), zwischen Syrien und den durch Israel besetzten syrischen Golanhöhen (UNDOF) sowie auf der Inselgruppe Spitzbergen (Svalbard) auf Grundlage des Spitzbergen-Vertrags.
Die Antarktis ist ebenfalls eine entmilitarisierte Zone. Der Antarktis-Vertrag von 1961 legt fest, dass die Antarktis ausschließlich der friedlichen Nutzung und der wissenschaftlichen Forschung vorbehalten bleibt. Als Unterschied zu anderen entmilitarisierten Zonen ist hervorzuheben, dass die Antarktis keine Pufferzone ist und es bei seiner Errichtung auch nicht militarisiert war. 
In der Vergangenheit gab es außerdem entmilitarisierte Zonen während der Beobachtermission der Vereinten Nationen für Irak und Kuwait (UNIKOM) und im Vietnamkrieg.
Ein 50 km breiter Gebietsstreifen entlang des östlichen Rheinufers wurde im Versailler Vertrag (Artikel 43) nach dem Ersten Weltkrieg zur entmilitarisierten Zone erklärt. Nach Ende der Alliierten Rheinlandbesetzung 1929/30 bis zur Remilitarisierung 1936 war das gesamte Rheinland entmilitarisiert.

## Überwachung entmilitarisierter Zonen
In einigen Fällen werden neutrale Drittparteien zur Überwachung von Vereinbarungen in entmilitarisierten Zonen eingesetzt, wobei sowohl ziviles als auch militärisches Personal zum Einsatz kommen können:
- Golanhöhen: United Nations Disengagement Observer Force (UNDOF), seit 1974
- Iran-Irak: United Nations Iraq–Kuwait Observation Mission (UNIKOM), 1991–2003
- Korea: Neutrale Überwachungskommission NNSC (Neutral Nations Supervisory Commission in Korea), siehe Demilitarisierte Zone (Korea), seit 1953
- Libanon: United Nations Interim Force in Lebanon (UNIFIL), seit 1978
- Sinai-Halbinsel: Multinational Force and Observers (MFO), seit 1981
- Zypern: United Nations Peacekeeping Force in Cyprus (UNFICYP), seit 1964

## Verwendung des Begriffs in der Informatik
Der Begriff der demilitarisierten Zone wird im übertragenen Sinne auch in der Informatik angewendet. An der Grenze zwischen einem geschützten Netzwerk und dem offenen Internet bezeichnet eine demilitarisierte Zone ein Netzwerk, in welchem Zugriffe von außen weniger restriktiv behandelt werden. Siehe dazu Demilitarisierte Zone (Informatik).